# Карбонера
Карбонера (итал. Carbonera) — коммуна в Италии, располагается в провинции Тревизо области Венеция.
Население составляет 10 575 человек (на 2004 г.), плотность населения составляет 515 чел./км². Занимает площадь 19 км². Почтовый индекс — 31030. Телефонный код — 0422.
В коммуне 15 августа особо празднуется Успение Пресвятой Богородицы.